# Giambattista Marino
Pour les articles homonymes, voir Marino.
Giambattista Marino, mieux connu en France sous le nom de Cavalier Marin ou encore Jean-Baptiste Marini, né le 18 octobre 1569 à Naples et mort le 26 mars 1625 dans la même ville, est un poète  napolitain.

## Biographie
Les premiers vers de Marino, échappé de la maison paternelle pour ne pas étudier le droit, lui valurent la protection du grand amiral de Naples, puis à Rome celle du cardinal Pietro Aldobrandini. Il suivit celui-ci dans son ambassade à la cour de Turin, où il s’attira de mauvaises affaires par son esprit satirique. En 1615, Marie de Médicis, épouse du roi de France dont il était devenu le protégé l’appela en France où Louis XIII le retint par une pension de 2 000 écus.
C’est dans les loisirs que lui laissaient la fréquentation de l’hôtel de Rambouillet et ses liaisons avec les gens de lettres en faveur, Du Bartas, Voiture, Madeleine de Scudéry et Guez de Balzac, qu’il écrivit son plus célèbre ouvrage, l’Adone (1623), un poème de 40 000 vers (répartis en 20 chants et environ 5 000 stances de huit décasyllabes) qui raconte l’histoire d’Adonis et Vénus.
Le succès de cette composition souleva tant d’admiration et de critiques, inspira la mode du marinisme dans son pays natal et y ralluma les querelles d’école. L’Adone, qui a pour sujet la fable mythologique d’Adonis, met un style vif, gracieux et pittoresque au service d’une imagination débridée. On lui a principalement reproché de se montrer incapable de suivre son sujet et d’obéir à toutes ses distractions ; les diverses parties de son œuvre, tout ensemble héroïque, mythologique, satirique et romanesque, semblent former autant d’ouvrages distincts. Dans un temps où le bel esprit tendait à remplacer le sentiment, les traits recherchés, les faux brillants, provoquèrent néanmoins l’enthousiasme. Les concetti de Marini trouvèrent en France une faveur particulière sous l’appellation de pointes.
Marini avait conçu le plan d’un grand poème épique, ayant pour sujet le Massacre des Innocents (la Strage degl’innocenti), dont il n’écrivit que quatre chants et qu’il abandonna pour travailler à son Adonis. Avant de venir en France, il avait publié un recueil de diverses poésies amoureuses (Rime amorose, Varie, 1602), composé de sonnets, d’idylles et de pièces mêlées.
En Piémont, une querelle avec Murtola, qui avait tenté de l’assassiner, lui inspira contre ce poète une suite de sonnets qui forment tout un volume, la Murtoléide (1626). On a encore de Marini Lettere gravi, argute, facete (1627, in-8°). Ses ouvrages furent souvent réimprimés durant tout le XVIIe siècle. Il a également écrit la Galeria (1620), qui réactualise l’ouvrage Les Tableaux de Platte Peinture de Philostrate.
Une belle édition de l’Adone, de la Strage degl’Innocenti, suivis d’un choix de poésies lyriques a été donnée à Paris en 1849 (in-8°, 2 vol.).
Considéré durant longtemps comme un poète maniériste sans profondeur, et attaqué par l’Église catholique en tant que « libertin », il est perçu aujourd’hui comme un poète philosophe. En 1615, au sortir des guerres de religion qu'il tenta d'analyser, il écrivit : « La France est toute pleine de contradictions et de disproportions, lesquelles cependant forment une discorde concordante, qui la perpétue. Des coutumes bizarres, des fureurs terribles, des mutations continuelles, des extrêmes sans demi-mesure, des tumultes, des querelles, des désaccords et des confusions : tout cela, en somme, devrait la détruire et, par miracle, la tient debout ».

## Œuvres
- Rime amorose (1602)

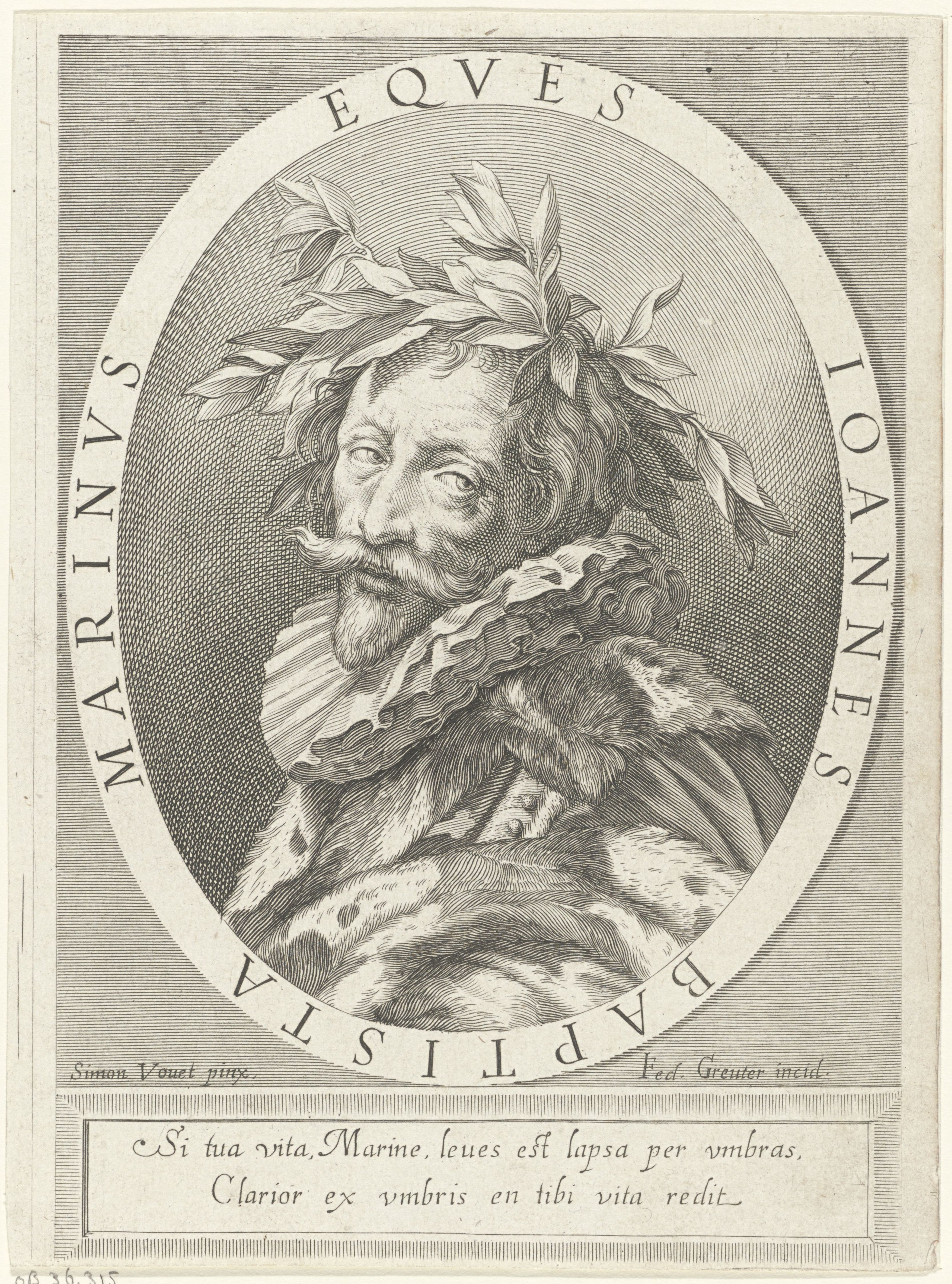

- La Lira (1614), dont La Bella Vedova, et La Bella schiava
- Le Dicerie sacre (1614)
- La Sampogna (1620)
- La Galeria (1620)
- L'Adone (1623). Un court extrait, traduit par J.-Ch. Vegliante, dans "Les Langues Néo-Latines" 288, 1994 (p. 170).
- La Murtoléide (1626)
- Lettere gravi, argute, facete (1627)
- La Strage degli Innocenti (le Massacre des Innocents) (1632)

## Bibliographie

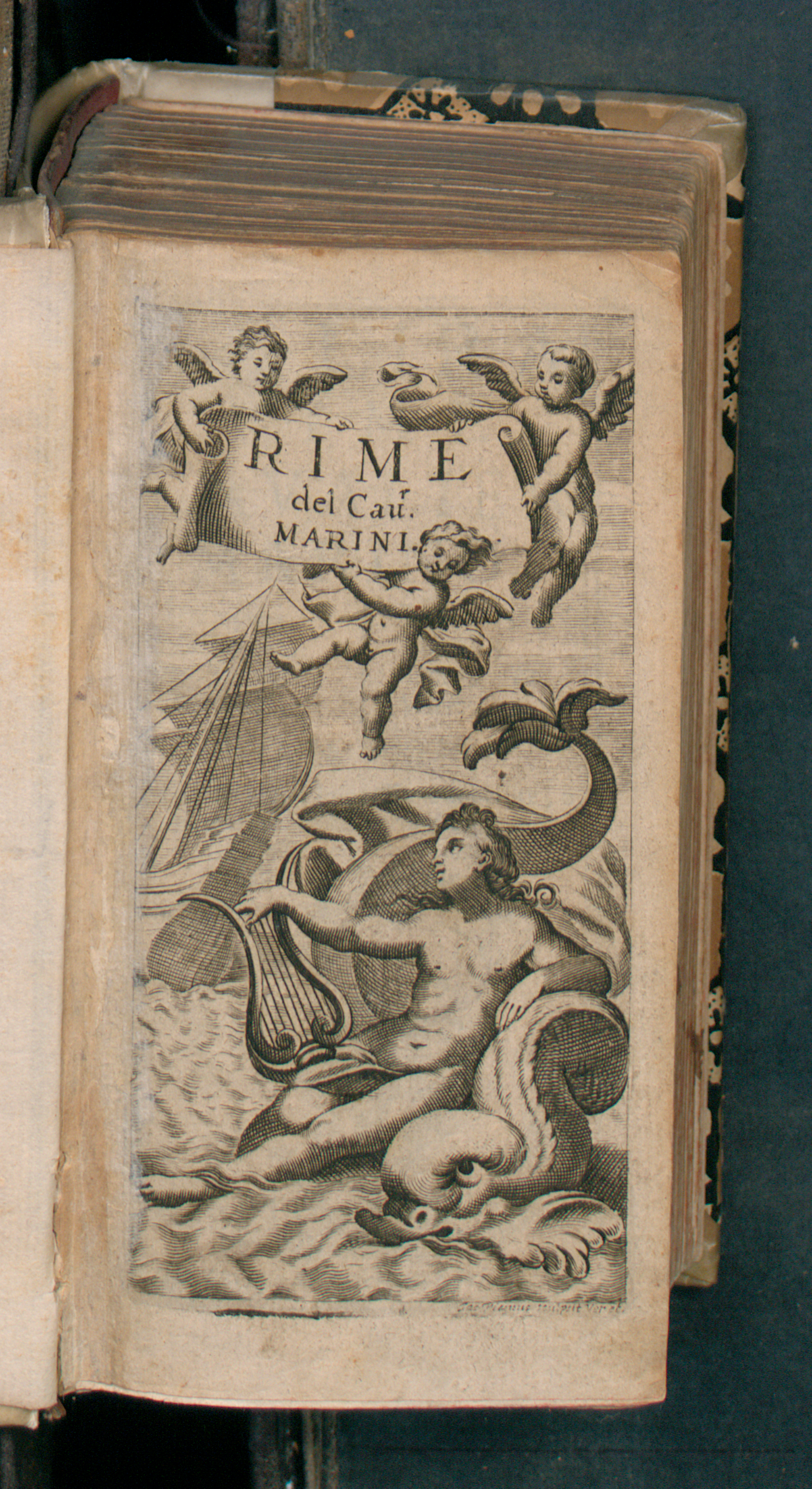
Lira, 1674

## Sources
- Gustave Vapereau, Dictionnaire universel des littératures, Paris, Hachette, 1876, p. 1336-1337.